# The Meaning of Love
A The Meaning of Love című dal a brit Depeche Mode második kimásolt kislemeze a A Broken Frame című stúdióalbumról. A dal 1982. április 28-án jelent meg a Mute kiadónál.

## Előzmények
A "The Meaning of Love" egyetlen változata megegyezik az albumon található változattal. A "Fairly Odd Mix" egy extended verzió, mely az eredeti változathoz képest több szinti-pop elemet tartalmaz.
A B.  oldalon található "Oberkorn (It's a Small Town)" című dal egy hangulatos instrumentális dal, melyet Martin Gore írt az A Broken Frame turné bevezetőjeként Oberkorn városában Luxemburgban. A "Development Mix" a dal hosszabb verziója, melyben egy ambient intro található, majd folytatódik az eredeti dallal. 
A "The Meaning of Love" klipje a második volt, melyben Alan Wilder közreműködött, habár ő nem vett részt a dal előkészületeiben. A klipet Julien Temple rendezte, azonban nem került bele a Some Great Videos VHS válogatásába, mert nem tetszett a zenekarnak. 
A kislemez nem jelent meg az Egyesült Államokban, de a dal 12-es Fairly Odd Mix-e a See You kislemez B. oldalán található.

## számlista
| 7": Mute / 7Mute22 (Egyesült Királyság) 1. "The Meaning of Love " – 3:05 2. "Oberkorn (It's a Small Town)" – 4:07 12": Mute / 12Mute22 (Egyesült Királyság) 1. "The Meaning of Love (Fairly Odd Mix)" – 4:59 2. "Oberkorn (It's a Small Town) (Development Mix)" – 7:37 | CD: Mute / CDMute22 (Egyesült Királyság)1 1. "The Meaning of Love " – 3:05 2. "Oberkorn (It's a Small Town)" – 4:07 3. "The Meaning of Love (Fairly Odd Mix)" – 4:59 4. "Oberkorn (It's a Small Town) (Development Mix)" – 7:37 CD: Sire / 40293-2 (Egyesült Államok)1 1. "The Meaning of Love " – 3:05 2. "Oberkorn (It's a Small Town)" – 4:07 3. "The Meaning of Love (Fairly Odd Mix)" – 4:59 4. "Oberkorn (It's a Small Town) (Development Mix)" – 7:37 |

Megjegyzés
- 1: 1991 CD megjelenés

## Slágerlista
| Slágerlista (1982)                          | Legmagasabb helyezés |
| ------------------------------------------- | -------------------- |
| Írország (IRMA)                             | 17                   |
| Svédország (Sverigetopplistan)              | 16                   |
| Egyesült Királyság (UK Singles Chart)       | 12                   |
| UK Indie (MRIB)                             | 2                    |
| Nyugat-Németország (Official German Charts) | 64                   |

| Slágerlista (2002)           | Legmagasabb helyezés |
| ---------------------------- | -------------------- |
| Magyarország (Single Top 40) | 17                   |